# Ernst Marckwald

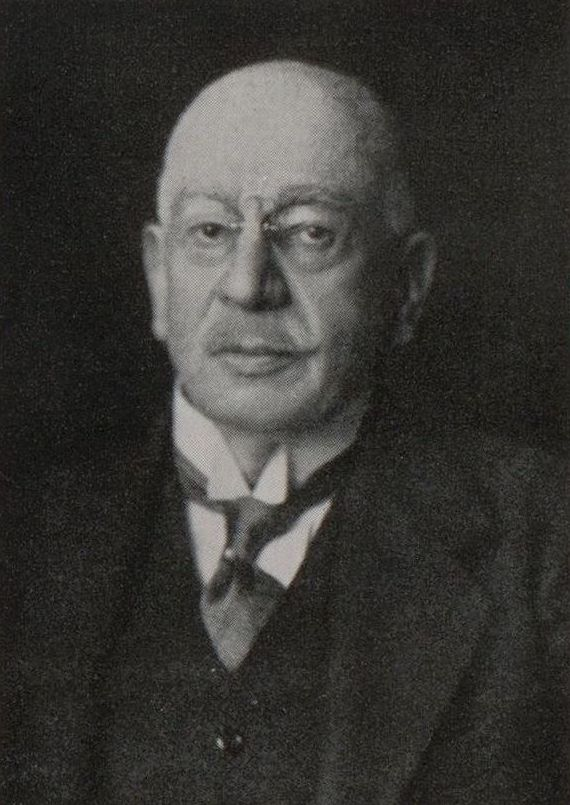
Ernst Marckwald

Ernst Marckwald (* 22. März 1859 in Berlin; † 8. Mai 1926 in Frankfurt/M.) war ein deutscher Bibliothekar.

## Wirken
Nach seiner Reifeprüfung 1880 am Friedrichs-Gymnasium Berlin studierte Marckwald Philologie und Geschichte an der Universität Straßburg, unterbrochen von einem Studiensemester (Sommersemester 1882) an der Universität Halle/S. Seit 1880 gehörte er der Burschenschaft Germania Straßburg an. In Straßburg promovierte er bei dem Historiker Paul Scheffer-Boichorst. Bereits seit 1885 war Marckwald als Bibliothekar an der Universitätsbibliothek Straßburg tätig. Im Jahre 1910 erhielt er den Professorentitel. Nach dem Ersten Weltkrieg arbeitete er seit 1921 an der Bibliothek des im Vorjahr gegründeten Wissenschaftlichen Instituts der Elsaß-Lothringer im Reich, die von Georg Wolfram geleitet wurde. Dieses Institut wurde von der Universität Frankfurt/M. getragen.
Marckwald war Mitbearbeiter der „Elsass-Lothringischen Bibliographie“, die seit 1885 erschien und der Rubrik „Elsässische Geschichtslitteratur des Jahres ...“, die von 1891 bis 1918 in der „Zeitschrift für die Geschichte des Oberrheins“ abgedruckt wurde.

## Schriften
- Beiträge zu Servatus Lupus, Abt von Ferrères. Dissertation Universität Straßburg 1894 (Digitalisat mit Lebenslauf).
- (zus. mit Ferdinand Mentz und Ludwig Wilhelm): Katalog der elsass-lothringischen Abteilung (Katalog der Kaiserlichen Universitäts- und Landesbibliothek Strassburg). Zwei Bände, Strassburg 1911/1915.
- (Hrsg., mit Joseph Lefftz): Der Pfingstmontag. Lustspiel in Straßburger Mundart. Trübner, Strassburg 1914.
- Die Beschaffung ausländischer Literatur für die deutschen Bibliotheken. In: Georg Minde-Pouet u. a.: Die Not der wissenschaftlichen Forschung in Deutschland (= Schriften des Hamburger Messamts, H. 2). Hauser, Frankfurt/M. 1921, S. 41–46.
- (Mitarb.): John Ries (Hrsg.) / Die Briefe der Elise von Türckheim geb. Schönemann. Goethes Lili. Englert und Schlosser, Frankfurt/M. 1924.
- (mit Georg Schlosser): Das Wunder des Fäßchens, oder Der Abend von Hunaweyer.  Aus einer Vorlesung der Nacheiferungs-Gesellschaft von Colmar, im Jahre 1805 / [... Verf. ... Johann Friedrich Luce]. Englert u. Schlosser, Frankfurt/M. 1924.
- Neue Beiträge zur Lebensgeschichte Johann Daniel Schöpflins. In: Elsaß-Lothringisches Jahrbuch, Bd. 7 (1928), S. 62–87.